# Perkebunan Upah
Perkebunan Upah is een bestuurslaag in het regentschap Aceh Tamiang van de provincie Atjeh, Indonesië. Perkebunan Upah telt 395 inwoners (volkstelling 2010).